# Cândido Rodrigues (ort)
Cândido Rodrigues är en ort i Brasilien.   Den ligger i kommunen Cândido Rodrigues och delstaten São Paulo, i den sydöstra delen av landet, 600 km söder om huvudstaden Brasília. Cândido Rodrigues ligger 606 meter över havet och antalet invånare är 2 668.
Terrängen runt Cândido Rodrigues är huvudsakligen platt. Cândido Rodrigues ligger uppe på en höjd. Närmaste större samhälle är Monte Alto, 15,6 km nordost om Cândido Rodrigues.
Omgivningarna runt Cândido Rodrigues är en mosaik av jordbruksmark och naturlig växtlighet. Runt Cândido Rodrigues är det ganska glesbefolkat, med 42 invånare per kvadratkilometer.